# Thelairosoma palposum
Thelairosoma palposum là một loài ruồi trong họ Tachinidae.